# Jermaine Wattimena
Jermaine Wattimena (* 9. März 1988 in Westervoort) ist ein niederländischer Dartspieler. Sein Spitzname The Machine Gun spielt auf seinen schnellen Wurfrhythmus an.

## Karriere

### 2008–2015: Vom Karrierestart bis zur ersten WM
Jermaine Wattimena begann seine Profi-Karriere 2008 und gewann mit den Malta Open direkt sein erstes BDO/WDF-Turnier. Er spielte jedoch in den darauffolgenden Jahren nur sporadisch bei Profi-Turnieren mit, bei denen er hin und wieder unter die letzten 16 kam. Größter Erfolg war hierbei der Einzug in die Runde der letzten 24 beim World Masters 2009. Dafür schlug er unter anderem Kevin Münch und den ehemaligen World-Matchplay-Sieger Peter Evison.
2014 nahm Wattimenas Karriere jedoch an Fahrt auf. Er spielte vermehrt Turniere und gewann im Januar direkt den German Gold Cup durch einen 3:2-Finalsieg über Jan Dekker. Hinzu kam ein Sieg im Juli beim Open Veluwe, einem regionalen niederländischen Turnier, wo er im Finale Jelle Klaasen schlagen konnte.
Bei seiner zweiten World Masters-Teilnahme im Oktober 2014 gewann Wattimena nur ein Spiel, nachdem er zuvor beim Qualifier für die BDO World Darts Championship 2015 im Viertelfinale ausschied. Besser lief es beim Central Europe Qualifier für die PDC-WM. Hier siegte er über Dimitri Van den Bergh, Jerry Hendriks und Davyd Venken, bevor er Kenny Neyens im Finale schlug und sich damit für seine erste Weltmeisterschaft qualifizierte.
Hier traf Wattimena in der Vorrunde auf den damals noch für Kroatien startenden Robert Marijanović, gegen den er zwar ein gutes Match zeigte, aber dennoch knapp mit 3:4 verlor.
Im Januar 2015 startete Wattimena bei der PDC Qualifying School und erspielte sich über die Rangliste eine PDC Tour Card, welche ihn für die Teilnahme an der PDC Pro Tour für die kommenden zwei Jahre berechtigte.
Zunächst gelang Wattimena die Qualifikation für die UK Open 2015, wo er in Runde eins mit 5:1 gegen Jonny Clayton gewann, bevor er Kevin McDine knapp mit 4:5 unterlag.
Bei den Players Championships 2015 kam Wattimena einige Male ins Achtelfinale. Hinzu kam die erstmalige Qualifikation für ein European-Darts-Tour-Event, den European Darts Grand Prix 2015. Hier egalisierte er seine WM-Niederlage gegen Robert Marijanović und siegte mit 6:5. In Runde zwei traf er jedoch auf den späteren Finalisten Peter Wright, der mit 6:3 die Oberhand behielt.
Über die European Order of Merit kam Wattimena knapp zur PDC World Darts Championship 2016. In Runde eins traf er dabei auf einen stark auftretenden Mensur Suljović, der Wattimena mit 3:1 besiegte.

### 2016–2018: Achtelfinale bei den UK Open
2016 qualifizierte sich Wattimena gleich für mehrere European Tour-Events und erneut die UK Open, wo er gegen Andy Smith und Kevin Dowling gewann. Mit 7:9 verlor er dann in der Runde der letzten 64 gegen Alan Norris.
Beim Players Championship Nummer 15 kam Wattimena erstmals in ein PDC-Halbfinale, wofür er unter anderem Jonny Clayton und Peter Wright besiegte. Er verlor dann mit 4:6 gegen James Wilson.
Auf der European Tour erreichte er mehrmals die zweite Runde, wodurch sich Wattimena für die European Darts Championship 2016 qualifizierte. Wie bei der Weltmeisterschaft zuvor verlor er gegen Mensur Suljović, der erst im Finale gestoppt wurde. Auch bei den Players Championship Finals konnte Wattimena teilnehmen und auch ein Spiel gewinnen. Nach seinem 6:0-Erfolg gegen Joe Murnan verlor er aber ein umkämpftes Match gegen Brendan Dolan mit 5:6.
Bei der PDC World Darts Championship 2017 gelang Wattimena erneut kein Spiel. Mit 1:3 verlor er gegen Daryl Gurney.
Bei den UK Open 2017 gewann Wattimena gegen Kai Fan Leung, Devon Petersen und Kyle Anderson, bevor er mit 8:10 gegen Michael Smith verlor.
Beim Players Championship Nummer 7 unterlag Wattimena erst im Halbfinale gegen Kim Huybrechts. Dasselbe gelang ihm auch beim Players Championship 17 und Nummer 21.
Bei den Players Championship Finals 2017 gewann Wattimena mit 6:0 gegen Keegan Brown. In Runde zwei kam ein 6:3-Erfolg gegen Mickey Mansell hinzu, sodass er erstmals in ein Major-Achtelfinale einzog. Hierbei verlor er mit 9:10 denkbar knapp gegen Steve Beaton.
Über die PDC Pro Tour Order of Merit kam Wattimena dann zur PDC World Darts Championship 2018. Hierbei gewann er erstmals ein WM-Spiel, indem er Joe Cullen mit 3:2 besiegte. Der letzte Satz ging dabei nach vier vergebenen Matchdarts von Cullen in die Verlängerung, welche Wattimena mit 4:2 gewann. Gegen Steve West in Runde zwei konnte sich Wattimena jedoch nicht behaupten und verlor mit 1:4.
2018 spielte sich Wattimena erstmals in ein UK Open-Achtelfinale. Dafür gewann er gegen Andy Hamilton, Steve Beaton und Stephen Bunting. Erst gegen den späteren Sieger Gary Anderson unterlag Wattimena mit 6:10.
Auch ein erstmaliges Achtelfinale gab es für Wattimena auf der European Tour beim European Darts Grand Prix 2018. Wenig später wiederholte er dies beim Dutch Darts Masters sowie der Gibraltar Darts Trophy. Am darauffolgenden Wochenende kam Wattimena bei den Turnieren 13 und 14 zweimal in ein Players Championship-Halbfinale.
Aufgrund all dieser Erfolge auf der Pro Tour qualifizierte sich Wattimena erstmals für das World Matchplay. Sein Erstrundenmatch gegen James Wade ging dabei in die Verlängerung, letztendlich aber mit positivem Ausgang für Wade, der 12:10 gewann.
Ein weiteres Viertelfinale auf der Tour festigte außerdem Wattimenas Qualifikation für den World Grand Prix. Hierbei gewann er in Runde eins gegen Mervyn King mit 2:0. Ein Whitewash gelang dann jedoch auch Peter Wright gegen Wattimena selbst in Runde zwei.
Zwei Erstrundenniederlagen gab es für Wattimena dann bei der European Darts Championship und den Players Championship Finals. Bei der PDC World Darts Championship 2019 war Wattimena erstmals als Nummer 29 der PDC Order of Merit gesetzt. In der ersten Runde gewann er ein ungefährdetes Spiel gegen Michael Barnard mit 3:0. In der zweiten Runde gegen Gary Anderson kämpfte sich Wattimena nach 1:3-Rückstand wieder ins Spiel und schließlich in die Verlängerung des letzten Satzes, welche Wattimena diesmal mit 3:5 verlor.

### 2019–2023: mehrere Finalniederlagen, World-Cup-Teilnahme und Karrieretief
Das Kalenderjahr 2019 begann für Wattimena mit seinem ersten Finaleinzug bei der PDC. Beim Players Championship Nummer 1 verlor er erst im Finale gegen Michael van Gerwen mit 4:8. Hinzu kamen insgesamt sieben Viertelfinalteilnahmen bei den Players Championships über das Jahr verteilt.
Bei den UK Open schied Wattimena im Achtelfinale gegen Michael Smith. Dies gelang ihm auch bei den European Darts Open und der German Darts Championship sowie den Dutch Darts Masters und später den Czech Darts Open und der Gibraltar Darts Trophy.
Als zweitbester Niederländer in der PDC Order of Merit nach Michael van Gerwen durfte Wattimena mit ihm zusammen sein Heimatland beim World Cup of Darts 2019 vertreten. Die beiden gewannen gegen Cristo Reyes und Toni Alcinas aus Spanien und siegten auch gegen Polen (Wattimena im Einzel gegen Tytus Kanik). Nachdem van Gerwen im Match gegen Kanada überraschend gegen Dawson Murschell verloren hatte, brachte Wattimena das Spiel mit seinem 4:2-Sieg über Jim Long in das entscheidende Doppel, welches die Niederländer mit 4:1 gewannen. Im Halbfinale gegen Irland verlor Wattimena das zweite Einzel gegen William O’Connor. Das Doppel gegen ihn und Steve Lennon verloren van Gerwen und Wattimena dann auch mit 0:4 und schieden aus.
Bei den Danish Darts Open kam Wattimena erstmals in ein European Tour-Viertelfinale, welches er mit 1:5 gegen den späteren Turniersieger Dave Chisnall verlor.
Beim World Matchplay verlor Wattimena deutlich gegen Mensur Suljović mit 1:10. Im August erreichte er dann aber das Finale des Players Championship Nummer 22, in welchem er mit 5:8 Brendan Dolan unterlag.
Beim World Grand Prix gewann Wattimena in Runde eins gegen Adrian Lewis mit 2:1. Auch Peter Wright konnte er in Runde zwei mit 3:1 schlagen und damit erstmals in ein Major-Viertelfinale einziehen. Eine knappe 2:3-Niederlage erlebte er dort jedoch gegen Glen Durrant.
Bei der European Darts Championship verlor Wattimena das Achtelfinale gegen Jeffrey de Zwaan. Für die World Series of Darts Finals in Amsterdam erhielt Wattimena eine Wildcard. In der ersten Runde gewann er gegen Gabriel Clemens, verlor dann aber mit 4:6 gegen Raymond van Barneveld. Die Players Championship Finals endeten für Wattimena in Runde eins.
Bei der PDC World Darts Championship 2020 startete Wattimena als Nummer 18 der PDC Order of Merit. Sein erstes Spiel gegen Luke Humphries ging wieder einmal in den letzten Satz. Diesmal musste Wattimena erstmals ein Sudden Death-Leg bestreiten, welches er verlor und damit aus dem Turnier ausschied.
Bei den UK Open 2020 verlor Wattimena sein erstes Spiel gegen Dirk van Duijvenbode mit 9:10. Gleiches passierte beim World Matchplay und dem World Grand Prix gegen Krzysztof Ratajski bzw. Gerwyn Price.
Als Challenger startete er ebenfalls in einem Spiel bei der Premier League Darts, konnte jedoch gegen Gerwyn Price kein Leg gewinnen.
Beim Players Championship Nummer 19 spielte sich Wattimena in sein nächstes Tour-Finale. Erneut gelang ihm nicht der Titelgewinn, diesmal unterlag er Michael Smith mit 6:8. Bei der PDC Home Tour II kam Wattimena in die dritte Runde.
Dafür qualifizierte er sich als bester noch nicht qualifizierter Spieler der Winter Series Order of Merit für den Grand Slam of Darts. Dort gewann er mit 5:1 gegen Glen Durrant, verlor aber gegen James Wade und Damon Heta und schied als Gruppendritter aus. Bei den Players Championship Finals gewann Wattimena in Runde eins gegen Steve Lennon, bevor er gegen Luke Humphries ausschied.
Die PDC World Darts Championship 2021 begann Wattimena an Setzposition 24. In der ersten Runde besiegte er Nick Kenny mit 3:1, bevor er am darauffolgenden Tag gegen Dimitri Van den Bergh ohne Satzgewinn blieb.
2021 gelangen Wattimena auf der PDC Pro Tour wenig Erfolge. Bei den UK Open verlor er im ersten Spiel gegen Callan Rydz und beim World Matchplay – für das er nur als Nachrücker qualifiziert war – ebenfalls in Runde eins gegen Gerwyn Price. Ansonsten gelang ihm keine Majorqualifikation mehr, außer für die Players Championship Finals, wo er mit 2:6 Rob Cross unterlag.
Bei der PDC World Darts Championship 2022 war Wattimena erstmals nicht gesetzt und startete in der ersten Runde, wo er dem Russen Boris Kolzow unterlag. Später im Jahr spielte er erstmals bei einem Turnier der World Series und konnte auch ein Spiel gegen Jonny Clayton für sich entscheiden. Außerdem gelang ihm die Qualifikation zum Grand Slam of Darts 2022. Hierbei überstand Wattimena seine Gruppe und verlor dann im Achtelfinale gegen Nathan Aspinall.
Enttäuschend verlief erneut die PDC World Darts Championship 2023 für Wattimena. Er verlor zum Auftakt gegen den jungen Nathan Rafferty. Bei den UK Open 2023 unterlag er William O’Connor. Nach soliden Leistungen auf der PDC Pro Tour 2023, konnte Wattimena dann zwei Spiele bei den Players Championship Finals 2023 gewinnen und verlor erst im Achtelfinale gegen Ryan Joyce.

### Ab 2024: Formanstieg und Majorfinale
Bei der PDC World Darts Championship 2024 war Wattimena zunächst gegen Fallon Sherrock siegreich, unterlag dann aber dem gesetzten Martin Schindler. Insgesamt sollte im Jahresverlauf ein deutlicher Formanstieg sichtbar sein. So erreichte er mehrere Viertelfinale auf der European Darts Tour 2024. Bei dessen Finalturnier im Oktober, den European Darts Championship 2024 konnte er für große Überraschungen sorgen. Zunächst bezwang er Titelverteidiger Peter Wright ohne Legverlust und anschließend auch den erfahrenen James Wade, den Weltranglistenersten Luke Humphries und Danny Noppert. Erst im Finale unterlag er dem ebenso überraschenden Finalisten Ritchie Edhouse.

## Weltmeisterschaftsresultate

### PDC
- 2015: Vorrunde (3:4-Niederlage gegen  Robert Marijanović)
- 2016: 1. Runde (1:3-Niederlage gegen  Mensur Suljović)
- 2017: 1. Runde (1:3-Niederlage gegen  Daryl Gurney)
- 2018: 2. Runde (1:4-Niederlage gegen  Steve West)
- 2019: 3. Runde (3:4-Niederlage gegen  Gary Anderson)
- 2020: 2. Runde (2:3-Niederlage gegen  Luke Humphries)
- 2021: 3. Runde (0:4-Niederlage gegen  Dimitri Van den Bergh)
- 2022: 1. Runde (0:3-Niederlage gegen  Boris Kolzow)
- 2023: 1. Runde (2:3-Niederlage gegen  Nathan Rafferty)
- 2024: 2. Runde (1:3-Niederlage gegen  Martin Schindler)
- 2025: 3. Runde (2:4-Niederlage gegen  Peter Wright)

## Turnierergebnisse
| Turnier                                    | 2009               | ......             | 2014               | 2015                           | 2016                           | 2017                           | 2018                           | 2019                           | 2020                           | 2021                           | 2022                           | 2023                           | 2024                           | 2025                           |
| ------------------------------------------ | ------------------ | ------------------ | ------------------ | ------------------------------ | ------------------------------ | ------------------------------ | ------------------------------ | ------------------------------ | ------------------------------ | ------------------------------ | ------------------------------ | ------------------------------ | ------------------------------ | ------------------------------ |
| BDO/WDF-Major-Turniere                     |                    |                    |                    |                                |                                |                                |                                |                                |                                |                                |                                |                                |                                |                                |
| World Masters                              | 5R                 | n/t                | 2R                 | nicht teilgenommen             | nicht teilgenommen             | nicht teilgenommen             | nicht teilgenommen             | nicht teilgenommen             | n/a                            | n/a                            | n/t                            | n/a                            | n/t                            | n/a                            |
| PDC-Ranking-Turniere                       |                    |                    |                    |                                |                                |                                |                                |                                |                                |                                |                                |                                |                                |                                |
| Weltmeisterschaft                          | n/t                | n/t                | n/t                | VR                             | 1R                             | 1R                             | 2R                             | 3R                             | 2R                             | 3R                             | 1R                             | 1R                             | 2R                             | 3R                             |
| World Masters                              | nicht ausgetragen  | nicht ausgetragen  | nicht ausgetragen  | nicht ausgetragen              | nicht ausgetragen              | nicht ausgetragen              | nicht ausgetragen              | nicht ausgetragen              | nicht ausgetragen              | nicht ausgetragen              | nicht ausgetragen              | nicht ausgetragen              | nicht ausgetragen              | 1R                             |
| UK Open                                    | n/t                | n/t                | n/t                | 2R                             | 3R                             | 4R                             | 5R                             | AF                             | 4R                             | 4R                             | 4R                             | 4R                             | 3R                             | 5R                             |
| World Matchplay                            | n/t                | n/t                | n/t                | nicht qualifiziert             | nicht qualifiziert             | nicht qualifiziert             | 1R                             | 1R                             | 1R                             | 1R                             | nicht qualifiziert             | nicht qualifiziert             | nicht qualifiziert             | AF                             |
| World Grand Prix                           | n/t                | n/t                | n/t                | nicht qualifiziert             | nicht qualifiziert             | nicht qualifiziert             | AF                             | VF                             | 1R                             | nicht qualifiziert             | nicht qualifiziert             | nicht qualifiziert             | nicht qualifiziert             |                                |
| European Championship                      | n/t                | n/t                | n/t                | n/q                            | 1R                             | n/q                            | 1R                             | AF                             | nicht qualifiziert             | nicht qualifiziert             | nicht qualifiziert             | nicht qualifiziert             | F                              |                                |
| Grand Slam                                 | nicht qualifiziert | nicht qualifiziert | nicht qualifiziert | nicht qualifiziert             | nicht qualifiziert             | nicht qualifiziert             | nicht qualifiziert             | nicht qualifiziert             | GP                             | n/q                            | AF                             | n/q                            | VF                             |                                |
| Players Championship Finals                | n/t                | n/t                | n/t                | n/q                            | 2R                             | AF                             | 1R                             | 1R                             | 2R                             | 1R                             | 2R                             | AF                             | AF                             |                                |
| PDC-Turniere ohne Einfluss auf das Ranking |                    |                    |                    |                                |                                |                                |                                |                                |                                |                                |                                |                                |                                |                                |
| Premier League Darts                       | nicht eingeladen   | nicht eingeladen   | nicht eingeladen   | nicht eingeladen               | nicht eingeladen               | nicht eingeladen               | nicht eingeladen               | nicht eingeladen               | C                              | nicht teilgenommen             | nicht teilgenommen             | nicht teilgenommen             | nicht teilgenommen             | nicht teilgenommen             |
| World Cup                                  | n/a                | nicht teilgenommen | nicht teilgenommen | nicht teilgenommen             | nicht teilgenommen             | nicht teilgenommen             | nicht teilgenommen             | HF                             | nicht teilgenommen             | nicht teilgenommen             | nicht teilgenommen             | nicht teilgenommen             | nicht teilgenommen             | nicht teilgenommen             |
| World Series of Darts Finals               | nicht ausgetragen  | nicht ausgetragen  | nicht ausgetragen  | nicht qualifiziert             | nicht qualifiziert             | nicht qualifiziert             | nicht qualifiziert             | 1R                             | nicht qualifiziert             | nicht qualifiziert             | nicht qualifiziert             | n/t                            | n/q                            |                                |
| Karrierestatistiken                        |                    |                    |                    |                                |                                |                                |                                |                                |                                |                                |                                |                                |                                |                                |
| Platzierung am Jahresende                  | unbekannt          | unbekannt          | unbekannt          | 102                            | 50                             | 40                             | 29                             | 18                             | 24                             | 37                             | 39                             | 51                             | 36                             |                                |
| Verband                                    | BDO                | BDO                | BDO                | Professional Darts Corporation | Professional Darts Corporation | Professional Darts Corporation | Professional Darts Corporation | Professional Darts Corporation | Professional Darts Corporation | Professional Darts Corporation | Professional Darts Corporation | Professional Darts Corporation | Professional Darts Corporation | Professional Darts Corporation |

| Legende zu den Turnierergebnissen | Legende zu den Turnierergebnissen | Legende zu den Turnierergebnissen | Legende zu den Turnierergebnissen | Legende zu den Turnierergebnissen | Legende zu den Turnierergebnissen | Legende zu den Turnierergebnissen | Legende zu den Turnierergebnissen | Legende zu den Turnierergebnissen | Legende zu den Turnierergebnissen |
| --------------------------------- | --------------------------------- | --------------------------------- | --------------------------------- | --------------------------------- | --------------------------------- | --------------------------------- | --------------------------------- | --------------------------------- | --------------------------------- |
| n/t                               | nicht teilgenommen                | n/q                               | nicht qualifiziert                | n/a                               | nicht ausgetragen                 | #R                                | Aus in jeweiliger Runde           | GP                                | Aus in der Gruppenphase           |
| AF                                | Achtelfinalist                    | VF                                | Viertelfinalist                   | HF                                | Halbfinalist                      | F                                 | Turnierfinalist                   | S                                 | Turniersieger                     |

## Titel

### PDC
- PDC Pro Tour
  - Players Championships
    - Players Championships 2025: 23